# 柳本町
柳本町（やなぎもとちょう）は奈良県北西部、磯城郡に属していた町。現在は天理市の南部。

## 歴史
- 1889年（明治22年）4月1日 - 町村制の施行により、式上郡柳本村, 渋谷村が合併し柳本村が成立。
- 1897年（明治30年）4月1日 - 所属郡を磯城郡に変更する。
- 1923年（大正12年）1月1日 - 町制施行し、柳本町となる。
- 1954年（昭和29年）4月1日 - 丹波市町、朝和村、福住村、二階堂村、櫟本町と合併し、天理市が発足。同日柳本町消滅。

## 交通

### 鉄道路線
- 日本国有鉄道
  - 桜井線
    - 柳本駅